# 布里奇曼 (密歇根州)
布里奇曼（英語：Bridgman）是一個位於美國密歇根州貝林縣的城市。

## 人口
根據2020年美國人口普查的數據，布里奇曼的面積為7.57平方千米，當中陸地面積為7.49平方千米，而水域面積為0.08平方千米。當地共有人口2096人，而人口密度為每平方千米277人。